# قاعدة إزكي الجوية
قاعدة إزكي الجوية (إيكاو: OOIZ ) هو مطارٌ يخدم ولاية إزكي في سلطنة عمان.